# Pseudouroctonus reddelli
Espèce
Synonymes
- Vaejovis reddelli Gertsch & Soleglad, 1972

Pseudouroctonus reddelli est une espèce de scorpions de la famille des Vaejovidae.

## Distribution
Cette espèce est endémique du Texas aux États-Unis. Elle se rencontre dans des grottes  dans les comtés de Bandera, de Bexar, de Burnet, de Comal, d'Edwards, de Hays, de Kendall, de Kerr, de Kimble, de Real, de Travis, d'Uvalde, de Val Verde et de Williamson.

## Description
La femelle holotype mesure 55,5 mm et le mâle 45,6 mm.

## Systématique et taxinomie
Cette espèce a été décrite sous le protonyme Vaejovis reddelli par Gertsch et Soleglad en 1972. Elle est placée dans le genre Pseudouroctonus par Stahnke en 1974.

## Étymologie
Cette espèce est nommée en l'honneur de James R. Reddell.

## Publication originale
- Gertsch & Soleglad, 1972 : « Studies of North American scorpions of the genera Uroctonus and Vejovis. » Bulletin of the American Museum of Natural History, no 148, p. 549–608 (texte intégral).